# Корнійчук Віктор Григорович
Віктор Григорович Корнійчук (нар. 22 жовтня 1938, село Киселі, тепер Старокостянтинівського району Хмельницької області) — український радянський діяч, наладчик обладнання, електрослюсар Амвросіївського цементного комбінату Донецької області. Депутат Верховної Ради УРСР 8—10-го скликань.

## Біографія
Освіта середня спеціальна.
З 1956 року — змінний технік дільниці № 179 тресту «Сталінградпідривпром» Сталінградської області РРФСР. Служив у Радянській армії.
З 1961 року — буропідривник, змінний майстер, наладчик устаткування, електрослюсар кар'єру мергеля Амвросіївського цементного комбінату Донецької області.
Потім — на пенсії в місті Амвросіївці Донецької області.

## Нагороди
- ордени
- медалі